# Обан
О́бан (англ. Oban, шотл. гел. An t-Òban) — популярне місто-курорт в Шотландії. Розташоване в області Аргайл-і-Б'ют.

## Пам'ятки архітектури
- Замок Даноллі